# Records et statistiques sur le top 10 du classement ATP
Pour les articles homonymes, voir Top 10.
Cette page comptabilise les différents records et statistiques sur le top 10 du classement ATP concernant les semaines et années passés par les joueurs de tennis, depuis sa création en 1973.

## Joueurs qui ont été membres du top 10 du classement ATP
186 joueurs ont fait partie du top 10 au moins 1 semaine dans leur carrière, depuis le début du classement de l'ATP en 1973. Ils sont classés ci-dessous par leur meilleur classement obtenu en cours d'année et entre parenthèses leur meilleur classement en fin d'année :
| no 1 mondiaux |
| --- |
| (1) John McEnroe (1) Jimmy Connors (1) Jim Courier (1) Pete Sampras (1) Andre Agassi (1) Andy Roddick (1) Björn Borg (1) Mats Wilander (1) Stefan Edberg (1) Ilie Năstase (1) Ivan Lendl (1) Gustavo Kuerten (1) Lleyton Hewitt (1) Roger Federer (1) Rafael Nadal (1) Novak Djokovic (1) Andy Murray (1) Carlos Alcaraz (1) Jannik Sinner (2) Daniil Medvedev (2) John Newcombe (2) Patrick Rafter (2) Ievgueni Kafelnikov (2) Marat Safin (2) Boris Becker (2) Marcelo Ríos (3) Thomas Muster (3) Juan Carlos Ferrero (5) Carlos Moyà |

| no 2 mondiaux |
| --- |
| (2) Michael Stich (2) Michael Chang (2) Guillermo Vilas (2) Alexander Zverev (3) Àlex Corretja (3) Casper Ruud (4) Magnus Norman (4) Arthur Ashe (4) Manuel Orantes (4) Goran Ivanišević (6) Ken Rosewall (7) Petr Korda (8) Tommy Haas |

| no 3 mondiaux |
| --- |
| (3) Nikolay Davydenko (3) Milos Raonic (3) David Ferrer (3) Grigor Dimitrov (3) Dominic Thiem (4) Sergi Bruguera (4) Stéfanos Tsitsipás (4) Stanislas Wawrinka (4) Rod Laver (4) Tom Okker (4) Yannick Noah (4) Vitas Gerulaitis (5) Brian Gottfried (5) Stan Smith (5) Ivan Ljubičić (5) Guillermo Coria (5) Juan Martín del Potro (6) David Nalbandian (6) Marin Čilić |

| no 4 mondiaux |
| --- |
| (4) Thomas Enqvist (4) Jonas Björkman (4) Gene Mayer (4) James Blake (4) Taylor Fritz (5) Roscoe Tanner (5) Robin Söderling (5) José Luis Clerc (5) Andrés Gómez (5) Raúl Ramírez (5) Kei Nishikori (6) Andreï Medvedev (6) Brad Gilbert (6) Tim Henman (6) Greg Rusedski (6) Miloslav Mečíř (6) Tomáš Berdych (6) Nicolas Kiefer (6) Sébastien Grosjean (7) Guy Forget (7) Adriano Panatta (7) Richard Krajicek (7) Pat Cash (7) Todd Martin (8) Holger Rune (15) Jack Draper |

| no 5 mondiaux |
| --- |
| (5) Andrey Rublev (6) Henri Leconte (6) Jo-Wilfried Tsonga (6) Kevin Anderson (6) Eddie Dibbs (6) Jimmy Arias (6) Anders Järryd (6) Rainer Schüttler (7) Harold Solomon (7) Jiří Novák (7) Tommy Robredo (7) Fernando González (9) Kevin Curren (9) Jan Kodeš (10) Cédric Pioline (10) Gastón Gaudio |

| no 6 mondiaux |
| --- |
| (6) Kent Carlsson (6) Félix Auger-Aliassime (7) Gilles Simon (7) Gaël Monfils (7) Matteo Berrettini (7) Henrik Sundström (7) José Higueras (8) Eliot Teltscher (8) Aaron Krickstein (8) Karol Kučera (8) Nicolás Lapentti (9) Albert Costa (9) Wayne Ferreira (9) Hubert Hurkacz (9) Alex de Minaur (17) Ben Shelton (17) Lorenzo Musetti |

| no 7 mondiaux |
| --- |
| (7) Joakim Nyström (7) David Goffin (8) Emilio Sánchez (8) Alberto Berasategui (8) Richard Gasquet (8) Jakob Hlasek (8) Mardy Fish (9) Tim Mayotte (9) Mario Ančić (9) Fernando Verdasco (10) Jay Berger (10) Peter McNamara (10) Corrado Barazzutti (12) Johan Kriek (12) Brian Teacher (13) Thomas Johansson (14) Sandy Mayer (19) Juan Aguilera |

| no 8 mondiaux |
| --- |
| (8) Jack Sock (8) John Alexander (8) Karel Nováček (9) Janko Tipsarević (9) Mark Philippoussis (9) Alberto Mancini (9) Diego Schwartzman (10) Dick Stockton (10) Mikhail Youzhny (10) John Isner (11) Karen Khachanov (11) Jürgen Melzer (12) Tony Roche (12) Márcos Baghdatís (12) Radek Štěpánek (12) Guillermo Cañas (12) Cameron Norrie (13) Peter Fleming |

| no 9 mondiaux |
| --- |
| (9) Roberto Bautista-Agut (10) Nicolás Almagro (11) Joachim Johansson (11) Paradorn Srichaphan (11) Víctor Pecci (12) Andrei Chesnokov (12) Bill Scanlon (12) Nicolás Massú (13) Tommy Paul (13) Fabio Fognini (13) Alex Metreveli (14) Marc Rosset (21) Mariano Puerta |

| no 10 mondiaux |
| --- |
| (10) Pablo Carreño Busta (11) Jonas Svensson (11) Tom Gorman (11) Martín Jaite (12) Juan Mónaco (12) Mikael Pernfors (12) Magnus Gustafsson (13) Wojtek Fibak (13) Ernests Gulbis (14) Carlos Costa (14) Denis Shapovalov (15) Lucas Pouille (16) Félix Mantilla (17) Magnus Larsson (17) Arnaud Clément (16) Frances Tiafoe (20) Thierry Tulasne |

- La nationalité des joueurs affichée est celle qu'ils avaient lors de l'obtention de leur meilleur classement pour la première fois.
- Les joueurs en gras sont toujours en activité.
- Trois joueurs (Mikael Pernfors et Thierry Tulasne en 1986 et Félix Mantilla en 1998) n'ont passé qu'une semaine dans le top 10, tous à la 10e place.

### Plus grand nombre de semaines dans le top 10
La comptabilisation ci-dessous récapitule le nombre de « semaines réelles » et non de semaines publiées. En effet, de 1973 à 1984, il n'y a eu que 7 à 25 classements par an, publiés de manière irrégulière. Depuis 1985, l'ATP publie entre 42 et 47 classements par an car il n'y a pas de classement publié entre les deux semaines des quatre tournois du Grand Chelem et des Masters 1000 d'Indian Wells et de Miami. Depuis 2006, il n'y a plus de trêve hivernale, sauf si le 25 décembre est un lundi.
Les joueurs dont le nom est suivi d'un astérisque étaient présents dans le top 10 avant 1985. Ivan Lendl est devenu citoyen américain le 7 juillet 1992, il a passé environ 50 semaines dans le top 10 sous ce drapeau.

Pour plus de clarté, ne sont affichés que les 100 joueurs ayant passé le plus de semaines dans le top 10, ainsi que les joueurs en activité (noms en gras).
En souligné : record.

Mise à jour du tableau : semaine du 18 août 2025 incluse.
| #  | Nom                          | Semaines | Années top 10                             | Meilleur classement en simple             | no 1 | no 2 | Top 2 | no 3 | Top 3 | no 4 | no 5 | Top 5 |
| -- | ---------------------------- | -------- | ----------------------------------------- | ----------------------------------------- | ---- | ---- | ----- | ---- | ----- | ---- | ---- | ----- |
| 1  | Roger Federer (1981)         | 968      | 20 (2002 à 2021)                          | 1 (2004 à 2010, 2012, 2018)               | 310  | 218  | 528   | 222  | 750   | 54   | 54   | 859   |
| 2  | Rafael Nadal (1986)          | 912      | 19 (2005 à 2023)                          | 1 (2008 à 2011, 2013 à 2014, 2017 à 2020) | 209  | 387  | 596   | 90   | 686   | 70   | 81   | 837   |
| 3  | Novak Djokovic (1987)        | 904      | 19 (2007 à 2025)                          | 1 (2011 à 2016, 2018 à 2024)              | 428  | 171  | 599   | 157  | 756   | 40   | 31   | 827   |
| 4  | Jimmy Connors* (1952)        | 817      | 17 (1973 à 1989)                          | 1 (1974 à 1979, 1982, 1983)               | 268  | 119  | 387   | 204  | 591   | 78   | 37   | 706   |
| 5  | Andre Agassi (1970)          | 747      | 19 (1988 à 2006)                          | 1 (1995, 1996, 1999, 2000, 2003)          | 101  | 88   | 189   | 75   | 264   | 114  | 65   | 443   |
| 6  | Ivan Lendl* (1960) (1992)    | 671      | 14 (1980 à 1993)                          | 1 (1984 à 1990)                           | 270  | 107  | 377   | 122  | 499   | 41   | 23   | 563   |
| 7  | Pete Sampras (1971)          | 586      | 13 (1990 à 2002)                          | 1 (1993 à 2000)                           | 286  | 90   | 376   | 81   | 457   | 27   | 27   | 511   |
| 8  | Boris Becker (1967)          | 576      | 13 (1985 à 1997)                          | 1 (1991)                                  | 12   | 136  | 148   | 100  | 248   | 144  | 84   | 476   |
| 9  | John McEnroe* (1959)         | 541      | 13 (1978 à 1990)                          | 1 (1984, 1985)                            | 170  | 144  | 314   | 62   | 376   | 26   | 28   | 430   |
| 10 | Stefan Edberg (1966)         | 497      | 11 (1985 à 1995)                          | 1 (1990 à 1992)                           | 72   | 104  | 176   | 166  | 342   | 30   | 62   | 434   |
| 11 | Andy Murray (1987)           | 494      | 11 (2007 à 2017)                          | 1 (2016, 2017)                            | 41   | 79   | 120   | 106  | 226   | 181  | 22   | 429   |
| 12 | Guillermo Vilas* (1952)      | 491      | 10 (1974 à 1983)                          | 2 (1975 à 1978)                           | 0    | 72   | 72    | 108  | 180   | 122  | 56   | 358   |
| 13 | Andy Roddick (1982)          | 440      | 10 (2002 à 2011)                          | 1 (2003, 2004)                            | 13   | 52   | 65    | 70   | 135   | 30   | 43   | 208   |
| 14 | Björn Borg (1956)            | 422      | 8 (1974 à 1981)                           | 1 (1979, 1980)                            | 109  | 150  | 259   | 64   | 323   | 47   | 19   | 389   |
| 15 | Ievgueni Kafelnikov (1974)   | 390      | 8 (1995 à 2002)                           | 1 (1999)                                  | 6    | 28   | 34    | 49   | 83    | 64   | 66   | 213   |
| 16 | Mats Wilander* (1964)        | 371      | 7 (1984 à 1990)                           | 1 (1988, 1989)                            | 20   | 67   | 87    | 96   | 183   | 100  | 39   | 322   |
| 17 | Michael Chang (1972)         | 369      | 10 (1989 à 1998)                          | 2 (1996, 1997)                            | 0    | 49   | 49    | 27   | 76    | 37   | 59   | 172   |
| 17 | Tomáš Berdych (1985)         | 369      | 11 (2006 à 2008 et 2010 à 2017)           | 4 (2015)                                  | 0    | 0    | 0     | 0    | 0     | 3    | 26   | 29    |
| 19 | Alexander Zverev (1997)      | 359      | 9 (2017 à 2025)                           | 2 (2022, 2024, 2025)                      | 0    | 43   | 43    | 81   | 124   | 64   | 51   | 239   |
| 20 | David Ferrer (1982)          | 358      | 10 (2006 à 2008 et 2010 à 2016)           | 3 (2013, 2014)                            | 0    | 0    | 0     | 20   | 20    | 41   | 129  | 190   |
| 21 | Goran Ivanišević (1971)      | 328      | 8 (1990 à 1997)                           | 2 (1994, 1997)                            | 0    | 18   | 18    | 15   | 33    | 48   | 55   | 136   |
| 22 | Juan Martín del Potro (1988) | 300      | 8 (2008 à 2010, 2012 à 2014, 2018 à 2019) | 4 (2010, 2014, 2018, 2019)                | 0    | 0    | 0     | 4    | 4     | 30   | 79   | 113   |
| 23 | Vitas Gerulaitis (1954)      | 287      | 7 (1977 à 1983)                           | 3 (1978)                                  | 0    | 0    | 0     | 4    | 4     | 82   | 90   | 176   |
| 24 | Daniil Medvedev (1996)       | 279      | 7 (2019 à 2025)                           | 1 (2022)                                  | 16   | 63   | 78    | 45   | 124   | 52   | 65   | 241   |
| 25 | Lleyton Hewitt (1981)        | 277      | 7 (2000 à 2006)                           | 1 (2001 à 2003)                           | 80   | 32   | 112   | 34   | 146   | 20   | 18   | 184   |
| 26 | Yannick Noah* (1960)         | 275      | 6 (1984 à 1988, 1990)                     | 3 (1986)                                  | 0    | 0    | 0     | 3    | 3     | 47   | 35   | 85    |
| 27 | Nikolay Davydenko (1981)     | 268      | 6 (2005 à 2010)                           | 3 (2006, 2007)                            | 0    | 0    | 0     | 18   | 18    | 66   | 65   | 149   |
| 28 | Stanislas Wawrinka (1985)    | 267      | 6 (2008, 2013 à 2017)                     | 3 (2014, 2016, 2017)                      | 0    | 0    | 0     | 60   | 60    | 96   | 15   | 171   |
| 29 | Jo-Wilfried Tsonga (1985)    | 260      | 10 (2008 à 2017)                          | 5 (2012)                                  | 0    | 0    | 0     | 0    | 0     | 0    | 12   | 12    |
| 29 | Dominic Thiem (1993)         | 260      | 6 (2016 à 2021)                           | 3 (2020, 2021)                            | 0    | 0    | 0     | 29   | 29    | 49   | 33   | 111   |
| 31 | Carlos Moyà (1976)           | 254      | 7 (1997 à 1999, 2002 à 2005)              | 1 (1999)                                  | 2    | 4    | 6     | 1    | 7     | 54   | 57   | 118   |
| 32 | Stéfanos Tsitsipás (1998)    | 251      | 7 (2019 à 2025)                           | 3 (2021, 2023)                            | 0    | 0    | 0     | 26   | 26    | 42   | 60   | 128   |
| 33 | Tim Henman (1974)            | 243      | 8 (1998 à 2005)                           | 4 (2002, 2004)                            | 0    | 0    | 0     | 0    | 0     | 10   | 37   | 47    |
| 34 | Andrey Rublev (1997)         | 237      | 6 (2020 à 2025)                           | 5 (2021 à 2023)                           | 0    | 0    | 0     | 0    | 0     | 0    | 41   | 41    |
| 35 | David Nalbandian (1982)      | 232      | 7 (2003 à 2009)                           | 3 (2006)                                  | 0    | 0    | 0     | 22   | 22    | 24   | 2    | 48    |
| 35 | Ilie Năstase (1946)          | 232      | 6 (1973 à 1978)                           | 1 (1973, 1974)                            | 40   | 0    | 40    | 24   | 64    | 17   | 14   | 95    |
| 37 | Manuel Orantes (1949)        | 227      | 6 (1973 à 1978)                           | 2 (1973)                                  | 0    | 2    | 2     | 14   | 16    | 23   | 47   | 86    |
| 38 | Jim Courier (1970)           | 225      | 6 (1991 à 1996)                           | 1 (1992, 1993)                            | 58   | 50   | 108   | 22   | 130   | 12   | 11   | 153   |
| 39 | Thomas Muster (1967)         | 222      | 9 (1989 à 1991, 1993 à 1998)              | 1 (1996)                                  | 6    | 36   | 42    | 43   | 85    | 11   | 22   | 118   |
| 40 | Arthur Ashe (1943)           | 218      | 6 (1973 à 1976, 1979, 1980)               | 2 (1976)                                  | 0    | 4    | 4     | 12   | 16    | 27   | 11   | 54    |
| 41 | Eddie Dibbs (1951)           | 217      | 5 (1976 à 1980)                           | 5 (1978)                                  | 0    | 0    | 0     | 0    | 0     | 0    | 19   | 19    |
| 42 | Kei Nishikori (1989)         | 212      | 6 (2014 à 2019)                           | 4 (2015 à 2017)                           | 0    | 0    | 0     | 0    | 0     | 12   | 63   | 75    |
| 43 | Marat Safin (1980)           | 202      | 6 (2000 à 2005)                           | 1 (2000, 2001)                            | 9    | 48   | 57    | 26   | 83    | 41   | 17   | 141   |
| 44 | Marin Čilić (1988)           | 191      | 7 (2010, 2014 à 2019)                     | 3 (2018)                                  | 0    | 0    | 0     | 12   | 12    | 7    | 14   | 33    |
| 44 | José Luis Clerc (1958)       | 191      | 5 (1980 à 1984)                           | 4 (1981)                                  | 0    | 0    | 0     | 0    | 0     | 1    | 54   | 55    |
| 46 | Michael Stich (1968)         | 190      | 5 (1991 à 1995)                           | 2 (1993, 1994)                            | 0    | 34   | 34    | 19   | 53    | 28   | 27   | 108   |
| 47 | Harold Solomon (1952)        | 184      | 6 (1976 à 1982)                           | 5 (1980)                                  | 0    | 0    | 0     | 0    | 0     | 0    | 3    | 3     |
| 48 | Roscoe Tanner (1951)         | 181      | 4 (1975, 1978 à 1981)                     | 4 (1979)                                  | 0    | 0    | 0     | 0    | 0     | 15   | 17   | 32    |
| 49 | Andrés Gómez (1960)          | 179      | 7 (1984 à 1988, 1990, 1991)               | 4 (1991)                                  | 0    | 0    | 0     | 0    | 0     | 5    | 62   | 67    |
| 50 | Casper Ruud (1998)           | 177      | 5 (2021 à 2025)                           | 2 (2022)                                  | 0    | 3    | 3     | 15   | 18    | 28   | 17   | 63    |
| 51 | Sergi Bruguera (1971)        | 176      | 6 (1991, 1993 à 1995, 1997, 1998)         | 4 (1994)                                  | 0    | 0    | 0     | 7    | 7     | 48   | 36   | 91    |
| 52 | Juan Carlos Ferrero (1980)   | 175      | 4 (2001 à 2004)                           | 1 (2003)                                  | 8    | 16   | 24    | 55   | 79    | 33   | 27   | 139   |
| 52 | Gustavo Kuerten (1976)       | 175      | 6 (1997 à 2002)                           | 1 (2000, 2001)                            | 43   | 37   | 80    | 14   | 94    | 11   | 30   | 135   |
| 52 | Gene Mayer (1956)            | 175      | 5 (1980 à 1984)                           | 4 (1980)                                  | 0    | 0    | 0     | 0    | 0     | 22   | 26   | 48    |
| 55 | Carlos Alcaraz (2003)        | 173      | 4 (2022 à 2025)                           | 1 (2022, 2023)                            | 36   | 67   | 103   | 51   | 154   | 6    | 1    | 161   |
| 56 | Richard Krajicek (1971)      | 173      | 8 (1992, 1993, 1995 à 2000)               | 4 (1999)                                  | 0    | 0    | 0     | 0    | 0     | 4    | 20   | 24    |
| 57 | Marcelo Ríos (1975)          | 171      | 5 (1996 à 2000)                           | 1 (1998)                                  | 6    | 27   | 33    | 13   | 46    | 0    | 2    | 48    |
| 58 | Patrick Rafter (1972)        | 157      | 5 (1997 à 1999, 2001, 2002)               | 1 (1999)                                  | 1    | 24   | 25    | 31   | 56    | 37   | 16   | 109   |
| 58 | Thomas Enqvist (1974)        | 157      | 6 (1995 à 1997, 1999 à 2001)              | 4 (1999)                                  | 0    | 0    | 0     | 0    | 0     | 7    | 2    | 9     |
| 60 | Àlex Corretja (1974)         | 156      | 5 (1997 à 2001)                           | 2 (1999)                                  | 0    | 2    | 2     | 14   | 16    | 5    | 4    | 25    |
| 61 | Raul Ramirez (1967)          | 153      | 4 (1976 à 1979)                           | 4 (1976)                                  | 0    | 0    | 0     | 0    | 0     | 9    | 19   | 28    |
| 62 | Milos Raonic (1990)          | 151      | 5 (2013 à 2017)                           | 3 (2016, 2017)                            | 0    | 0    | 0     | 10   | 10    | 11   | 3    | 24    |
| 63 | Jannik Sinner (2001)         | 147      | 5 (2021 à 2025)                           | 1 (2024, 2025)                            | 63   | 10   | 73    | 6    | 79    | 20   | 0    | 99    |
| 64 | Richard Gasquet (1986)       | 146      | 7 (2007, 2008, 2012 à 2016)               | 7 (2007, 2008)                            | 0    | 0    | 0     | 0    | 0     | 0    | 0    | 0     |
| 65 | Guillermo Coria (1982)       | 145      | 4 (2003 à 2006)                           | 3 (2004)                                  | 0    | 0    | 0     | 19   | 19    | 18   | 38   | 75    |
| 66 | Ken Rosewall (1934)          | 141      | 4 (1973 à 1976)                           | 2 (1975)                                  | 0    | 16   | 16    | 4    | 20    | 0    | 7    | 27    |
| 67 | Miloslav Mečíř (1964)        | 136      | 5 (1985 à 1989)                           | 4 (1988)                                  | 0    | 0    | 0     | 0    | 0     | 2    | 30   | 32    |
| 67 | José Higueras (1953)         | 136      | 5 (1979, 1980, 1982 à 1983)               | 6 (1983)                                  | 0    | 0    | 0     | 0    | 0     | 0    | 0    | 0     |
| 69 | Petr Korda (1968)            | 135      | 5 (1991 à 1993, 1997, 1998)               | 2 (1998)                                  | 0    | 14   | 14    | 13   | 27    | 8    | 19   | 54    |
| 70 | James Blake (1979)           | 131      | 4 (2006 à 2009)                           | 4 (2006, 2007)                            | 0    | 0    | 0     | 0    | 0     | 7    | 7    | 14    |
| 71 | Brian Gottfried (1952)       | 128      | 6 (1976 à 1981)                           | 3 (1977)                                  | 0    | 0    | 0     | 14   | 14    | 15   | 38   | 67    |
| 72 | Tom Okker (1944)             | 127      | 3 (1973 à 1975)                           | 3 (1974)                                  | 0    | 0    | 0     | 15   | 15    | 25   | 20   | 60    |
| 73 | Grigor Dimitrov (1991)       | 124      | 6 (2014, 2015, 2017, 2018, 2024 et 2025)  | 3 (2017)                                  | 0    | 0    | 0     | 10   | 10    | 10   | 12   | 32    |
| 74 | Taylor Fritz (1997)          | 118      | 4 (2022 à 2025)                           | 4 (2024, 2025)                            | 0    | 0    | 0     | 0    | 0     | 36   | 7    | 43    |
| 75 | Rod Laver (1938)             | 116      | 4 (1973 à 1976)                           | 3 (1974, 1975)                            | 0    | 22   | 22    | 17   | 49    | 10   | 10   | 59    |
| 75 | John Newcombe (1944)         | 116      | 4 (1973 à 1976)                           | 1 (1974)                                  | 8    | 74   | 82    | 0    | 82    | 16   | 7    | 105   |
| 75 | Matteo Berrettini (1996)     | 116      | 4 (2019 à 2022)                           | 6 (2022)                                  | 0    | 0    | 0     | 0    | 0     | 0    | 0    | 0     |
| 78 | Sébastien Grosjean (1978)    | 111      | 4 (2001 à 2004)                           | 4 (2002)                                  | 0    | 0    | 0     | 0    | 0     | 1    | 0    | 1     |
| 79 | Robin Söderling (1984)       | 108      | 3 (2009 à 2011)                           | 4 (2010, 2011)                            | 0    | 0    | 0     | 0    | 0     | 14   | 45   | 59    |
| 80 | Brad Gilbert (1961)          | 107      | 5 (1986, 1988 à 1991)                     | 4 (1990)                                  | 0    | 0    | 0     | 0    | 0     | 13   | 12   | 25    |
| 80 | Pat Cash (1965)              | 107      | 4 (1984, 1985, 1987, 1988)                | 4 (1988)                                  | 0    | 0    | 0     | 0    | 0     | 8    | 5    | 13    |
| 82 | Fernando Verdasco (1983)     | 104      | 3 (2009 à 2011)                           | 7 (2009, 2010)                            | 0    | 0    | 0     | 0    | 0     | 0    | 0    | 0     |
| 82 | Kevin Curren (1958) (1985)   | 104      | 4 (1983 à 1986)                           | 5 (1985)                                  | 0    | 0    | 0     | 0    | 0     | 0    | 5    | 5     |
| 84 | Anders Järryd (1961)         | 102      | 3 (1984 à 1986)                           | 5 (1985)                                  | 0    | 0    | 0     | 0    | 0     | 0    | 7    | 7     |
| 85 | Wayne Ferreira (1971)        | 97       | 4 (1992, 1995 à 1997)                     | 6 (1995, 1996)                            | 0    | 0    | 0     | 0    | 0     | 0    | 7    | 7     |
| 85 | Eliot Teltscher (1959)       | 97       | 5 (1980 à 1985)                           | 6 (1982)                                  | 0    | 0    | 0     | 0    | 0     | 0    | 0    | 0     |
| 87 | Gaël Monfils (1986)          | 96       | 6 (2009, 2011, 2016, 2017, 2019, 2020)    | 6 (2016, 2017)                            | 0    | 0    | 0     | 0    | 0     | 0    | 0    | 0     |
| 88 | Tim Mayotte (1960)           | 91       | 5 (1986 à 1990)                           | 7 (1988)                                  | 0    | 0    | 0     | 0    | 0     | 0    | 0    | 0     |
| 89 | Fernando González (1980)     | 89       | 5 (2006 à 2010)                           | 5 (2007)                                  | 0    | 0    | 0     | 4+   | 4+    | 0    | 30   | 34+   |
| 89 | Todd Martin (1970)           | 89       | 4 (1994, 1995, 1999, 2000)                | 4 (1999)                                  | 0    | 0    | 0     | 0    | 0     | 9    | 1    | 10    |
| 91 | Joakim Nyström (1963)        | 88       | 4 (1984 à 1987)                           | 7 (1986, 1987)                            | 0    | 0    | 0     | 0    | 0     | 0    | 0    | 0     |
| 91 | Hubert Hurkacz (1997)        | 88       | 4 (2021 à 2024)                           | 6 (2024)                                  | 0    | 0    | 0     | 0    | 0     | 0    | 0    | 0     |
| 93 | Tommy Robredo (1982)         | 85       | 2 (2006, 2007)                            | 5 (2006, 2007)                            | 0    | 0    | 0     | 0    | 0     | 0    | 3    | 3     |
| 93 | Holger Rune (2003)           | 85       | 4 (2022 à 2025)                           | 4 (2023)                                  | 0    | 0    | 0     | 0    | 0     | 6    | 3    | 9     |
| 94 | Ivan Ljubičić (1979)         | 84       | 3 (2005 à 2007)                           | 3 (2006)                                  | 0    | 0    | 0     | 11   | 11    | 21   | 15   | 47    |
| 94 | Gastón Gaudio (1978)         | 84       | 3 (2004 à 2006)                           | 5 (2005)                                  | 0    | 0    | 0     | 0    | 0     | 0    | 2    | 2     |
| 94 | Greg Rusedski (1973)         | 84       | 3 (1997 à 1999)                           | 4 (1997, 1998)                            | 0    | 0    | 0     | 0    | 0     | 6    | 18   | 24    |
| 94 | Stan Smith (1946)            | 84       | 3 (1973 à 1975)                           | 3 (1973)                                  | 0    | 0    | 0     | 2    | 2     | 9    | 21   | 32    |
| 99 | Tommy Haas (1978)            | 83       | 4 (1999, 2001, 2002, 2007)                | 2 (2002)                                  | 0    | 6    | 6     | 17   | 23    | 0    | 6    | 29    |
| 99 | John Isner (1985)            | 83       | 4 (2012, 2014, 2018 à 2019)               | 8 (2018)                                  | 0    | 0    | 0     | 0    | 0     | 0    | 0    | 0     |
| -  | Kevin Anderson (1986)        | 75       | 3 (2015, 2018 à 2019)                     | 5 (2018, 2019)                            | 0    | 0    | 0     | 0    | 0     | 0    | 11   | 11    |
| -  | Félix Auger-Aliassime (2000) | 70       | 3 (2021 à 2023)                           | 6 (2022, 2023)                            | 0    | 0    | 0     | 0    | 0     | 0    | 0    | 0     |
| -  | Alex de Minaur (1999)        | 59       | 2 (2024, 2025)                            | 6 (2024)                                  | 0    | 0    | 0     | 0    | 0     | 0    | 0    | 0     |
| -  | David Goffin (1990)          | 58       | 3 (2017, 2018, 2020)                      | 7 (2017)                                  | 0    | 0    | 0     | 0    | 0     | 0    | 0    | 0     |
| -  | Roberto Bautista-Agut (1988) | 31       | 3 (2019 à 2021)                           | 9 (2019, 2020)                            | 0    | 0    | 0     | 0    | 0     | 0    | 0    | 0     |
| -  | Jack Draper (2001)           | 23       | 1 (2025)                                  | 4 (2025)                                  | 0    | 0    | 0     | 0    | 0     | 4    | 11   | 15    |
| -  | Karen Khachanov (1996)       | 23       | 3 (2019, 2023, 2025)                      | 8 (2019)                                  | 0    | 0    | 0     | 0    | 0     | 0    | 0    | 0     |
| -  | Pablo Carreño Busta (1991)   | 17       | 2 (2017, 2018)                            | 10 (2017)                                 | 0    | 0    | 0     | 0    | 0     | 0    | 0    | 0     |
| -  | Lorenzo Musetti (2002)       | 16       | 1 (2025)                                  | 6 (2025)                                  | 0    | 0    | 0     | 0    | 0     | 0    | 0    | 0     |
| -  | Frances Tiafoe (1998)        | 12       | 1 (2023)                                  | 10 (2023)                                 | 0    | 0    | 0     | 0    | 0     | 0    | 0    | 0     |
| -  | Ben Shelton (2002)           | 10       | 1 (2025)                                  | 6 (2025)                                  | 0    | 0    | 0     | 0    | 0     | 0    | 0    | 0     |
| -  | Cameron Norrie (1995)        | 10       | 1 (2022)                                  | 8 (2022)                                  | 0    | 0    | 0     | 0    | 0     | 0    | 0    | 0     |
| -  | Denis Shapovalov (1999)      | 10       | 2 (2020, 2021)                            | 10 (2020, 2021)                           | 0    | 0    | 0     | 0    | 0     | 0    | 0    | 0     |
| -  | Tommy Paul (1997)            | 7        | 1 (2025)                                  | 8 (2025)                                  | 0    | 0    | 0     | 0    | 0     | 0    | 0    | 0     |
| -  | Lucas Pouille (1994)         | 2        | 1 (2018)                                  | 10 (2018)                                 | 0    | 0    | 0     | 0    | 0     | 0    | 0    | 0     |

### Nationalités du top 10
186 joueurs de 36 nationalités (joueurs en activités en gras) :
| Nbre | Pays                                  | Clst | Joueurs |
| ---- | ------------------------------------- | ---- | --- |
| 38   | États-Unis                            | 1    | John McEnroe, Jimmy Connors, Jim Courier, Pete Sampras, Andre Agassi, Andy Roddick, Michael Chang, Arthur Ashe, Vitas Gerulaitis, Brian Gottfried, Stan Smith, Gene Mayer, James Blake, Roscoe Tanner, Brad Gilbert, Todd Martin, Eddie Dibbs, Jimmy Arias, Harold Solomon, Eliot Teltscher, Aaron Krickstein, Mardy Fish, Tim Mayotte, Jay Berger, Johan Kriek, Brian Teacher, Sandy Mayer, Dick Stockton, Peter Fleming, Bill Scanlon, Tom Gorman, Kevin Curren, Ivan Lendl (51 semaines, voir Tchéquie), John Isner, Jack Sock, Taylor Fritz, Frances Tiafoe, Tommy Paul, Ben Shelton |
| 20   | Espagne                               | 1    | Juan Carlos Ferrero, Carlos Moyà, Àlex Corretja, Manuel Orantes, David Ferrer, Sergi Bruguera, José Higueras, Albert Costa, Emilio Sánchez, Alberto Berasategui, Juan Aguilera, Nicolás Almagro, Carlos Costa, Félix Mantilla, Tommy Robredo, Fernando Verdasco, Rafael Nadal, Pablo Carreño Busta, Roberto Bautista-Agut, Carlos Alcaraz |
| 17   | Suède                                 | 1    | Björn Borg, Mats Wilander, Stefan Edberg, Magnus Norman, Thomas Enqvist, Jonas Björkman, Robin Söderling, Anders Järryd, Kent Carlsson, Henrik Sundström, Joakim Nyström, Thomas Johansson, Joachim Johansson, Jonas Svensson, Mikael Pernfors, Magnus Gustafsson, Magnus Larsson |
| 12   | France                                | 3    | Yannick Noah, Guy Forget, Sébastien Grosjean, Henri Leconte, Cédric Pioline, Arnaud Clément, Thierry Tulasne, Jo-Wilfried Tsonga, Gilles Simon, Gaël Monfils, Richard Gasquet , Lucas Pouille |
| 12   | Argentine                             | 2    | Guillermo Vilas, David Nalbandian, Guillermo Coria, José Luis Clerc, Gastón Gaudio, Alberto Mancini, Guillermo Cañas, Mariano Puerta, Juan Mónaco, Martín Jaite, Juan Martín del Potro, Diego Schwartzman |
| 11   | Australie                             | 1    | Lleyton Hewitt, John Newcombe, Patrick Rafter, Ken Rosewall, Rod Laver, Pat Cash, John Alexander, Tony Roche, Peter McNamara, Mark Philippoussis, Alex de Minaur |
| 9    | Union soviétique et Russie            | 1    | Ievgueni Kafelnikov, Marat Safin, Nikolay Davydenko, Mikhail Youzhny, Andrei Chesnokov, Andreï Medvedev, Karen Khachanov, Daniil Medvedev, Andrey Rublev |
| 8    | Tchécoslovaquie et République tchèque | 1    | Ivan Lendl (620 semaines, voir États-Unis), Petr Korda, Miloslav Mečíř, Tomáš Berdych, Jiří Novák, Jan Kodeš, Radek Štěpánek, Karel Nováček |
| 6    | Allemagne                             | 1    | Boris Becker, Michael Stich, Tommy Haas, Nicolas Kiefer, Rainer Schüttler, Alexander Zverev |
| 6    | Italie                                | 1    | Corrado Barazzutti, Adriano Panatta, Fabio Fognini, Matteo Berrettini, Jannik Sinner, Lorenzo Musetti |
| 5    | Royaume-Uni                           | 1    | Tim Henman, Greg Rusedski, Andy Murray, Cameron Norrie, Jack Draper |
| 4    | Suisse                                | 1    | Marc Rosset, Jakob Hlasek, Roger Federer, Stanislas Wawrinka |
| 4    | Croatie                               | 2    | Ivan Ljubičić, Goran Ivanišević, Mario Ančić, Marin Čilić |
| 3    | Autriche                              | 1    | Thomas Muster, Jürgen Melzer, Dominic Thiem |
| 3    | Canada                                | 3    | Milos Raonic, Denis Shapovalov, Félix Auger-Aliassime |
| 3    | Chili                                 | 1    | Marcelo Ríos, Fernando González, Nicolás Massú |
| 3    | Afrique du Sud                        | 5    | Wayne Ferreira, Kevin Curren, Kevin Anderson |
| 2    | Serbie                                | 1    | Janko Tipsarević, Novak Djokovic |
| 2    | Pays-Bas                              | 3    | Tom Okker, Richard Krajicek |
| 2    | Équateur                              | 4    | Nicolás Lapentti, Andrés Gómez |
| 2    | Pologne                               | 6    | Wojtek Fibak, Hubert Hurkacz |
| 1    | Brésil                                | 1    | Gustavo Kuerten |
| 1    | Roumanie                              | 1    | Ilie Năstase |
| 1    | Norvège                               | 2    | Casper Ruud |
| 1    | Bulgarie                              | 3    | Grigor Dimitrov |
| 1    | Grèce                                 | 3    | Stéfanos Tsitsipás |
| 1    | Danemark                              | 4    | Holger Rune |
| 1    | Japon                                 | 4    | Kei Nishikori |
| 1    | Mexique                               | 4    | Raúl Ramírez |
| 1    | Slovaquie                             | 4    | Karol Kučera |
| 1    | Ukraine                               | 4    | Andreï Medvedev |
| 1    | Belgique                              | 7    | David Goffin |
| 1    | Chypre                                | 8    | Márcos Baghdatís |
| 1    | Paraguay                              | 9    | Víctor Pecci |
| 1    | Thaïlande                             | 9    | Paradorn Srichaphan |
| 1    | Lettonie                              | 10   | Ernests Gulbis |

### Joueurs qui ont fini l'année dans le top 10
Les 124 joueurs qui ont fait partie du top 10 en fin d'année au moins 1 année dans leur carrière, depuis le début du classement de l'ATP en 1973, classés par leur meilleur classement obtenu en fin d'année et entre parenthèses leur meilleur classement en cours d'année :
| no 1 mondiaux |
| --- |
| (1) John McEnroe (1) Jimmy Connors (1) Jim Courier (1) Pete Sampras (1) Andre Agassi (1) Andy Roddick (1) Björn Borg (1) Mats Wilander (1) Stefan Edberg (1) Ilie Năstase (1) Ivan Lendl (1) Gustavo Kuerten (1) Lleyton Hewitt (1) Roger Federer (1) Rafael Nadal (1) Novak Djokovic (1) Andy Murray (1) Carlos Alcaraz (1) Jannik Sinner |

| no 2 mondiaux |
| --- |
| (1) John Newcombe (1) Patrick Rafter (1) Ievgueni Kafelnikov (1) Marat Safin (1) Marcelo Ríos (1) Boris Becker (1) Daniil Medvedev (2) Michael Stich (2) Michael Chang (2) Guillermo Vilas (2) Alexander Zverev |

| no 3 mondiaux |
| --- |
| (1) Thomas Muster (1) Juan Carlos Ferrero (2) Àlex Corretja (2) Casper Ruud (3) David Ferrer (3) Nikolay Davydenko (3) Milos Raonic (3) Grigor Dimitrov (3) Dominic Thiem |

| no 4 mondiaux |
| --- |
| (2) Manuel Orantes (2) Magnus Norman (2) Goran Ivanišević (2) Arthur Ashe (3) Vitas Gerulaitis (3) Rod Laver (3) Tom Okker (3) Sergi Bruguera (3) Yannick Noah (3) Stanislas Wawrinka (3) Stéfanos Tsitsipás (4) James Blake (4) Thomas Enqvist (4) Jonas Björkman (4) Gene Mayer (4) Taylor Fritz |

| no 5 mondiaux |
| --- |
| (1) Carlos Moyà (3) Brian Gottfried (3) Stan Smith (3) Ivan Ljubičić (3) Guillermo Coria (3) Juan Martín del Potro (4) José Luis Clerc (4) Roscoe Tanner (4) Robin Söderling (4) Andrés Gómez (4) Raúl Ramírez (4) Kei Nishikori (5) Andrey Rublev |

| no 6 mondiaux |
| --- |
| (2) Ken Rosewall (3) David Nalbandian (3) Marin Čilić (4) Tim Henman (4) Greg Rusedski (4) Andreï Medvedev (4) Brad Gilbert (4) Miloslav Mečíř (4) Tomáš Berdych (4) Nicolas Kiefer (4) Sébastien Grosjean (5) Henri Leconte (5) Kevin Anderson (5) Jo-Wilfried Tsonga (5) Eddie Dibbs (5) Jimmy Arias (5) Anders Järryd (5) Rainer Schüttler (6) Kent Carlsson (6) Félix Auger-Aliassime |

| no 7 mondiaux |
| --- |
| (2) Petr Korda (4) Guy Forget (4) Adriano Panatta (4) Richard Krajicek (4) Pat Cash (4) Todd Martin (5) Harold Solomon (5) Jiří Novák (5) Tommy Robredo (5) Fernando González (6) José Higueras (6) Gilles Simon (6) Gaël Monfils (6) Henrik Sundström (7) Joakim Nyström (7) David Goffin (7) Matteo Berrettini |

| no 8 mondiaux |
| --- |
| (2) Tommy Haas (4) Holger Rune (6) Nicolás Lapentti (6) Karol Kučera (6) Eliot Teltscher (6) Aaron Krickstein (7) Emilio Sánchez (7) Alberto Berasategui (7) Richard Gasquet (7) Mardy Fish (7) Jakob Hlasek (8) John Alexander (8) Karel Nováček (8) Jack Sock |

| no 9 mondiaux |
| --- |
| (5) Kevin Curren (5) Jan Kodeš (6) Albert Costa (6) Wayne Ferreira (6) Hubert Hurkacz (6) Alex de Minaur (7) Mario Ančić (7) Fernando Verdasco (7) Tim Mayotte (8) Janko Tipsarević (8) Mark Philippoussis (8) Alberto Mancini (8) Diego Schwartzman (9) Nicolás Almagro (9) Roberto Bautista-Agut |

| no 10 mondiaux |
| --- |
| (5) Cédric Pioline (5) Gastón Gaudio (7) Jay Berger (7) Peter McNamara (7) Corrado Barazzutti (8) Dick Stockton (8) John Isner (8) Mikhail Youzhny (10) Pablo Carreño Busta |

- Tommy Haas possède la plus grande différence entre son meilleur classement (no 2 en 2002) et son meilleur classement de fin d'année (no 8 en 2001).

### Nombre d'années dans le top 10 en fin d'année
Entre parenthèses : meilleur classement atteint par le joueur. Mis à jour fin 2024.
| #  | Nom |
| -- | --- |
| 18 | (1) Roger Federer (1) Rafael Nadal                                                                                            |
| 17 | (1) Novak Djokovic |
| 16 | (1) Jimmy Connors (1) Andre Agassi                                                                                            |
| 13 | (1) Ivan Lendl |
| 12 | (1) Pete Sampras |
| 11 | (1) Boris Becker |
| 10 | (1) Stefan Edberg (1) John McEnroe                                                                                            |
| 9  | (1) Andy Roddick (1) Andy Murray (2) Guillermo Vilas                                                                          |
| 8  | (1) Björn Borg |
| 7  | (1) Mats Wilander (2) Michael Chang (2) Alexander Zverev (3) David Ferrer (4) Tomáš Berdych                                   |
| 6  | (1) Ievgueni Kafelnikov (1) Daniil Medvedev (2) Goran Ivanišević (3) Vitas Gerulaitis (3) Yannick Noah (5) Jo-Wilfried Tsonga |

| # | Nom |
| - | --- |
| 5 | (1) Lleyton Hewitt (1) Thomas Muster (1) Ilie Năstase (3) Dominic Thiem (3) Stanislas Wawrinka (3) Juan Martín del Potro (3) Stéfanos Tsitsipás (3) David Nalbandian (3) Nikolay Davydenko (4) Tim Henman (5) Andrey Rublev |
| 4 | (1) Jim Courier (1) Carlos Moyà (2) Arthur Ashe (3) Marin Čilić (4) Kei Nishikori (4) José Luis Clerc (4) Gene Mayer (4) Richard Krajicek (4) Thomas Enqvist (5) Harold Solomon (5) Eddie Dibbs (7) Richard Gasquet |
| 3 | (1) Ken Rosewall (1) Marcelo Ríos (1) Gustavo Kuerten (1) Patrick Rafter (1) Marat Safin (1) Juan Carlos Ferrero (1) Jannik Sinner (1) Carlos Alcaraz (2) Manuel Orantes (2) Michael Stich (2) Casper Ruud (3) Guillermo Coria (3) Brian Gottfried (3) Rod Laver (3) Sergi Bruguera (4) Raúl Ramírez (4) Miloslav Mečíř (4) Taylor Fritz (6) Eliot Teltscher (6) Hubert Hurkacz (7) Matteo Berrettini |

| # | Nom |
| - | --- |
| 2 | (1) John Newcombe (2) Àlex Corretja (2) Petr Korda (3) Milos Raonic (3) Ivan Ljubičić (3) Tom Okker (3) Stan Smith (3) Grigor Dimitrov (4) James Blake (4) Brad Gilbert (4) Todd Martin (4) Roscoe Tanner (4) Pat Cash (4) Andrés Gómez (4) Greg Rusedski (4) Sébastien Grosjean (4) Robin Söderling (5) Anders Järryd (5) Gastón Gaudio (5) Fernando González (5) Kevin Curren (5) Henri Leconte (5) Tommy Robredo (6) Wayne Ferreira (6) José Higueras (6) Gaël Monfils (7) Fernando Verdasco (7) Tim Mayotte (7) Peter McNamara (8) Janko Tipsarević |

| # | Nom |
| - | --- |
| 1 | (2) Tommy Haas (2) Magnus Norman (4) Andreï Medvedev (4) Jonas Björkman (4) Nicolas Kiefer (4) Adriano Panatta (4) Guy Forget (5) Kevin Anderson (5) Cédric Pioline (5) Jan Kodeš (5) Jimmy Arias (5) Jiří Novák (5) Rainer Schüttler (6) Albert Costa (6) Gilles Simon (6) Henrik Sundström (6) Kent Carlsson (6) Nicolás Lapentti (6) Aaron Krickstein (6) Felix Auger-Aliassime (6) Alex de Minaur (7) Jay Berger (7) Mardy Fish (7) Emilio Sánchez (7) Alberto Berasategui (7) Corrado Barazzutti (7) Jakob Hlasek (7) Mario Ančić (7) Joakim Nyström (7) David Goffin (8) Diego Schwartzman (8) John Alexander (8) Dick Stockton (8) Karel Nováček (8) Alberto Mancini (8) Mikhail Youzhny (8) Mark Philippoussis (8) Jack Sock (8) John Isner (9) Nicolás Almagro (9) Roberto Bautista-Agut (10) Pablo Carreño Busta |

## Top 10 de fin d'année
| N° | Joueur         | Pays | Évolut° |
| -- | -------------- | ---- | ------- |
| 1  | Ilie Năstase   |      | -       |
| 2  | John Newcombe  |      | -       |
| 3  | Jimmy Connors  |      | -       |
| 4  | Tom Okker      |      | -       |
| 5  | Stan Smith     |      | -       |
| 6  | Ken Rosewall   |      | -       |
| 7  | Manuel Orantes |      | -       |
| 8  | Rod Laver      |      | -       |
| 9  | Jan Kodeš      |      | -       |
| 10 | Arthur Ashe    |      | -       |

| N° | Joueur          | Pays | Évolut°       |
| -- | --------------- | ---- | ------------- |
| 1  | Jimmy Connors   |      | +2            |
| 2  | John Newcombe   |      | en stagnation |
| 3  | Björn Borg      |      | +15           |
| 4  | Rod Laver       |      | +4            |
| 5  | Guillermo Vilas |      | +26           |
| 6  | Tom Okker       |      | -2            |
| 7  | Arthur Ashe     |      | +3            |
| 8  | Stan Smith      |      | -3            |
| 9  | Ken Rosewall    |      | -3            |
| 10 | Ilie Năstase    |      | -9            |

| N° | Joueur          | Pays | Évolut°       |
| -- | --------------- | ---- | ------------- |
| 1  | Jimmy Connors   |      | en stagnation |
| 2  | Guillermo Vilas |      | +3            |
| 3  | Björn Borg      |      | en stagnation |
| 4  | Arthur Ashe     |      | +3            |
| 5  | Manuel Orantes  |      | +6            |
| 6  | Ken Rosewall    |      | +3            |
| 7  | Ilie Năstase    |      | +3            |
| 8  | John Alexander  |      | +18           |
| 9  | Roscoe Tanner   |      | +5            |
| 10 | Rod Laver       |      | -6            |

| N° | Joueur          | Pays | Évolut°       |
| -- | --------------- | ---- | ------------- |
| 1  | Jimmy Connors   |      | en stagnation |
| 2  | Björn Borg      |      | +1            |
| 3  | Ilie Năstase    |      | +1            |
| 4  | Manuel Orantes  |      | +1            |
| 5  | Raúl Ramírez    |      | +8            |
| 6  | Guillermo Vilas |      | -4            |
| 7  | Adriano Panatta |      | +7            |
| 8  | Harold Solomon  |      | +9            |
| 9  | Eddie Dibbs     |      | +9            |
| 10 | Brian Gottfried |      | +13           |

| N° | Joueur           | Pays | Évolut°       |
| -- | ---------------- | ---- | ------------- |
| 1  | Jimmy Connors    |      | en stagnation |
| 2  | Guillermo Vilas  |      | +4            |
| 3  | Björn Borg       |      | -1            |
| 4  | Vitas Gerulaitis |      | +14           |
| 5  | Brian Gottfried  |      | +5            |
| 6  | Eddie Dibbs      |      | +3            |
| 7  | Manuel Orantes   |      | -3            |
| 8  | Raúl Ramírez     |      | -3            |
| 9  | Ilie Năstase     |      | -6            |
| 10 | Dick Stockton    |      | +5            |

| N° | Joueur             | Pays | Évolut°       |
| -- | ------------------ | ---- | ------------- |
| 1  | Jimmy Connors      |      | en stagnation |
| 2  | Björn Borg         |      | +1            |
| 3  | Guillermo Vilas    |      | -1            |
| 4  | John McEnroe       |      | +17           |
| 5  | Vitas Gerulaitis   |      | -1            |
| 6  | Eddie Dibbs        |      | en stagnation |
| 7  | Brian Gottfried    |      | -2            |
| 8  | Raúl Ramírez       |      | en stagnation |
| 9  | Harold Solomon     |      | +5            |
| 10 | Corrado Barazzutti |      | +1            |

| N° | Joueur           | Pays | Évolut° |
| -- | ---------------- | ---- | ------- |
| 1  | Björn Borg       |      | +1      |
| 2  | Jimmy Connors    |      | -1      |
| 3  | John McEnroe     |      | +1      |
| 4  | Vitas Gerulaitis |      | +1      |
| 5  | Roscoe Tanner    |      | +6      |
| 6  | Guillermo Vilas  |      | -3      |
| 7  | Arthur Ashe      |      | +6      |
| 8  | Harold Solomon   |      | +1      |
| 9  | José Higueras    |      | +5      |
| 10 | Eddie Dibbs      |      | -4      |

| N° | Joueur           | Pays | Évolut°       |
| -- | ---------------- | ---- | ------------- |
| 1  | Björn Borg       |      | en stagnation |
| 2  | John McEnroe     |      | +1            |
| 3  | Jimmy Connors    |      | -1            |
| 4  | Gene Mayer       |      | +8            |
| 5  | Guillermo Vilas  |      | +1            |
| 6  | Ivan Lendl       |      | +14           |
| 7  | Harold Solomon   |      | +1            |
| 8  | José Luis Clerc  |      | +8            |
| 9  | Vitas Gerulaitis |      | -5            |
| 10 | Eliot Teltscher  |      | +17           |

| N° | Joueur           | Pays | Évolut°       |
| -- | ---------------- | ---- | ------------- |
| 1  | John McEnroe     |      | +1            |
| 2  | Ivan Lendl       |      | +4            |
| 3  | Jimmy Connors    |      | en stagnation |
| 4  | Björn Borg       |      | -3            |
| 5  | José Luis Clerc  |      | +3            |
| 6  | Guillermo Vilas  |      | -1            |
| 7  | Gene Mayer       |      | -3            |
| 8  | Eliot Teltscher  |      | +2            |
| 9  | Vitas Gerulaitis |      | en stagnation |
| 10 | Peter McNamara   |      | +10           |

| N° | Joueur           | Pays | Évolut°       |
| -- | ---------------- | ---- | ------------- |
| 1  | John McEnroe     |      | en stagnation |
| 2  | Jimmy Connors    |      | +1            |
| 3  | Ivan Lendl       |      | -1            |
| 4  | Guillermo Vilas  |      | +2            |
| 5  | Vitas Gerulaitis |      | +4            |
| 6  | José Luis Clerc  |      | -1            |
| 7  | Mats Wilander    |      | +62           |
| 8  | Gene Mayer       |      | -1            |
| 9  | Yannick Noah     |      | +3            |
| 10 | Peter McNamara   |      | en stagnation |

| N° | Joueur          | Pays | Évolut°       |
| -- | --------------- | ---- | ------------- |
| 1  | John McEnroe    |      | en stagnation |
| 2  | Ivan Lendl      |      | +1            |
| 3  | Jimmy Connors   |      | -1            |
| 4  | Mats Wilander   |      | +3            |
| 5  | Yannick Noah    |      | +4            |
| 6  | Jimmy Arias     |      | +14           |
| 7  | José Higueras   |      | +4            |
| 8  | José Luis Clerc |      | -2            |
| 9  | Kevin Curren    |      | +8            |
| 10 | Gene Mayer      |      | -2            |

| N° | Joueur           | Pays | Évolut°       |
| -- | ---------------- | ---- | ------------- |
| 1  | John McEnroe     |      | en stagnation |
| 2  | Jimmy Connors    |      | +1            |
| 3  | Ivan Lendl       |      | -1            |
| 4  | Mats Wilander    |      | en stagnation |
| 5  | Andrés Gómez     |      | +9            |
| 6  | Anders Järryd    |      | +13           |
| 7  | Henrik Sundström |      | +16           |
| 8  | Pat Cash         |      | +30           |
| 9  | Eliot Teltscher  |      | +4            |
| 10 | Yannick Noah     |      | -5            |

| N° | Joueur         | Pays | Évolut° |
| -- | -------------- | ---- | ------- |
| 1  | Ivan Lendl     |      | +2      |
| 2  | John McEnroe   |      | -1      |
| 3  | Mats Wilander  |      | +1      |
| 4  | Jimmy Connors  |      | -2      |
| 5  | Stefan Edberg  |      | +15     |
| 6  | Boris Becker   |      | +59     |
| 7  | Yannick Noah   |      | +3      |
| 8  | Anders Järryd  |      | -2      |
| 9  | Miloslav Mečíř |      | +52     |
| 10 | Kevin Curren   |      | +5      |

| N° | Joueur         | Pays | Évolut°       |
| -- | -------------- | ---- | ------------- |
| 1  | Ivan Lendl     |      | en stagnation |
| 2  | Boris Becker   |      | +4            |
| 3  | Mats Wilander  |      | en stagnation |
| 4  | Yannick Noah   |      | +3            |
| 5  | Stefan Edberg  |      | en stagnation |
| 6  | Henri Leconte  |      | +10           |
| 7  | Joakim Nyström |      | +4            |
| 8  | Jimmy Connors  |      | -4            |
| 9  | Miloslav Mečíř |      | en stagnation |
| 10 | Andrés Gómez   |      | +5            |

| N° | Joueur         | Pays | Évolut°       |
| -- | -------------- | ---- | ------------- |
| 1  | Ivan Lendl     |      | en stagnation |
| 2  | Stefan Edberg  |      | +3            |
| 3  | Mats Wilander  |      | en stagnation |
| 4  | Jimmy Connors  |      | +4            |
| 5  | Boris Becker   |      | -3            |
| 6  | Miloslav Mečíř |      | +3            |
| 7  | Pat Cash       |      | +17           |
| 8  | Yannick Noah   |      | -4            |
| 9  | Tim Mayotte    |      | +6            |
| 10 | John McEnroe   |      | +4            |

| N° | Joueur        | Pays | Évolut° |
| -- | ------------- | ---- | ------- |
| 1  | Mats Wilander |      | +2      |
| 2  | Ivan Lendl    |      | -1      |
| 3  | Andre Agassi  |      | +22     |
| 4  | Boris Becker  |      | +1      |
| 5  | Stefan Edberg |      | -3      |
| 6  | Kent Carlsson |      | +6      |
| 7  | Jimmy Connors |      | -3      |
| 8  | Jakob Hlasek  |      | +15     |
| 9  | Henri Leconte |      | +12     |
| 10 | Tim Mayotte   |      | -1      |

| N° | Joueur           | Pays | Évolut° |
| -- | ---------------- | ---- | ------- |
| 1  | Ivan Lendl       |      | +1      |
| 2  | Boris Becker     |      | +2      |
| 3  | Stefan Edberg    |      | +2      |
| 4  | John McEnroe     |      | +7      |
| 5  | Michael Chang    |      | +25     |
| 6  | Brad Gilbert     |      | +16     |
| 7  | Andre Agassi     |      | -4      |
| 8  | Aaron Krickstein |      | +6      |
| 9  | Alberto Mancini  |      | +40     |
| 10 | Jay Berger       |      | +24     |

| N° | Joueur           | Pays | Évolut°       |
| -- | ---------------- | ---- | ------------- |
| 1  | Stefan Edberg    |      | +2            |
| 2  | Boris Becker     |      | en stagnation |
| 3  | Ivan Lendl       |      | -2            |
| 4  | Andre Agassi     |      | +4            |
| 5  | Pete Sampras     |      | +56           |
| 6  | Andrés Gómez     |      | +8            |
| 7  | Thomas Muster    |      | +27           |
| 8  | Emilio Sánchez   |      | +9            |
| 9  | Goran Ivanišević |      | +20           |
| 10 | Brad Gilbert     |      | -6            |

| N° | Joueur        | Pays | Évolut°                         |
| -- | ------------- | ---- | ------------------------------- |
| 1  | Stefan Edberg |      | en augmentation · en stagnation |
| 2  | Jim Courier   |      | +21                             |
| 3  | Boris Becker  |      | -1                              |
| 4  | Michael Stich |      | +34                             |
| 5  | Ivan Lendl    |      | -2                              |
| 6  | Pete Sampras  |      | -1                              |
| 7  | Guy Forget    |      | +9                              |
| 8  | Karel Nováček |      | +27                             |
| 9  | Petr Korda    |      | +30                             |
| 10 | Andre Agassi  |      | -6                              |

| N° | Joueur           | Pays | Évolut° |
| -- | ---------------- | ---- | ------- |
| 1  | Jim Courier      |      | +1      |
| 2  | Stefan Edberg    |      | -1      |
| 3  | Pete Sampras     |      | +3      |
| 4  | Goran Ivanišević |      | +12     |
| 5  | Boris Becker     |      | -2      |
| 6  | Michael Chang    |      | +9      |
| 7  | Petr Korda       |      | +2      |
| 8  | Ivan Lendl       |      | -3      |
| 9  | Andre Agassi     |      | +1      |
| 10 | Richard Krajicek |      | +35     |

| N° | Joueur           | Pays | Évolut° |
| -- | ---------------- | ---- | ------- |
| 1  | Pete Sampras     |      | +2      |
| 2  | Michael Stich    |      | +13     |
| 3  | Jim Courier      |      | -2      |
| 4  | Sergi Bruguera   |      | +12     |
| 5  | Stefan Edberg    |      | -3      |
| 6  | Andreï Medvedev  |      | +17     |
| 7  | Goran Ivanišević |      | -2      |
| 8  | Michael Chang    |      | -2      |
| 9  | Thomas Muster    |      | +9      |
| 10 | Cédric Pioline   |      | +23     |

| N° | Joueur              | Pays | Évolut°       |
| -- | ------------------- | ---- | ------------- |
| 1  | Pete Sampras        |      | en stagnation |
| 2  | Andre Agassi        |      | +22           |
| 3  | Boris Becker        |      | +8            |
| 4  | Sergi Bruguera      |      | en stagnation |
| 5  | Goran Ivanišević    |      | +2            |
| 6  | Michael Chang       |      | +2            |
| 7  | Stefan Edberg       |      | -2            |
| 8  | Alberto Berasategui |      | +28           |
| 9  | Michael Stich       |      | -7            |
| 10 | Todd Martin         |      | +3            |

| N° | Joueur              | Pays | Évolut°       |
| -- | ------------------- | ---- | ------------- |
| 1  | Pete Sampras        |      | en stagnation |
| 2  | Andre Agassi        |      | en stagnation |
| 3  | Thomas Muster       |      | +13           |
| 4  | Boris Becker        |      | -1            |
| 5  | Michael Chang       |      | +1            |
| 6  | Ievgueni Kafelnikov |      | +5            |
| 7  | Thomas Enqvist      |      | +52           |
| 8  | Jim Courier         |      | +5            |
| 9  | Wayne Ferreira      |      | +3            |
| 10 | Goran Ivanišević    |      | -5            |

| N° | Joueur              | Pays | Évolut°       |
| -- | ------------------- | ---- | ------------- |
| 1  | Pete Sampras        |      | en stagnation |
| 2  | Michael Chang       |      | +3            |
| 3  | Ievgueni Kafelnikov |      | +3            |
| 4  | Goran Ivanišević    |      | +6            |
| 5  | Thomas Muster       |      | -2            |
| 6  | Boris Becker        |      | -2            |
| 7  | Richard Krajicek    |      | +4            |
| 8  | Andre Agassi        |      | -6            |
| 9  | Thomas Enqvist      |      | -2            |
| 10 | Wayne Ferreira      |      | -1            |

| N° | Joueur              | Pays | Évolut°       |
| -- | ------------------- | ---- | ------------- |
| 1  | Pete Sampras        |      | en stagnation |
| 2  | Patrick Rafter      |      | +60           |
| 3  | Michael Chang       |      | -1            |
| 4  | Jonas Björkman      |      | +65           |
| 5  | Ievgueni Kafelnikov |      | -2            |
| 6  | Greg Rusedski       |      | +42           |
| 7  | Carlos Moyà         |      | +21           |
| 8  | Sergi Bruguera      |      | +74           |
| 9  | Thomas Muster       |      | -4            |
| 10 | Marcelo Ríos        |      | +1            |

| N° | Joueur           | Pays | Évolut°       |
| -- | ---------------- | ---- | ------------- |
| 1  | Pete Sampras     |      | en stagnation |
| 2  | Marcelo Ríos     |      | +9            |
| 3  | Àlex Corretja    |      | +9            |
| 4  | Patrick Rafter   |      | -2            |
| 5  | Carlos Moyà      |      | +2            |
| 6  | Andre Agassi     |      | +104          |
| 7  | Tim Henman       |      | +10           |
| 8  | Karol Kučera     |      | +16           |
| 9  | Greg Rusedski    |      | -3            |
| 10 | Richard Krajicek |      | +1            |

| N° | Joueur              | Pays | Évolut°       |
| -- | ------------------- | ---- | ------------- |
| 1  | Andre Agassi        |      | +5            |
| 2  | Ievgueni Kafelnikov |      | +9            |
| 3  | Pete Sampras        |      | -2            |
| 4  | Thomas Enqvist      |      | +18           |
| 5  | Gustavo Kuerten     |      | +18           |
| 6  | Nicolas Kiefer      |      | +29           |
| 7  | Todd Martin         |      | +9            |
| 8  | Nicolás Lapentti    |      | +82           |
| 9  | Marcelo Ríos        |      | -7            |
| 10 | Richard Krajicek    |      | en stagnation |

| N° | Joueur              | Pays | Évolut°       |
| -- | ------------------- | ---- | ------------- |
| 1  | Gustavo Kuerten     |      | +4            |
| 2  | Marat Safin         |      | +22           |
| 3  | Pete Sampras        |      | en stagnation |
| 4  | Magnus Norman       |      | +11           |
| 5  | Ievgueni Kafelnikov |      | -3            |
| 6  | Andre Agassi        |      | -5            |
| 7  | Lleyton Hewitt      |      | +18           |
| 8  | Àlex Corretja       |      | +18           |
| 9  | Thomas Enqvist      |      | -5            |
| 10 | Tim Henman          |      | +2            |

| N° | Joueur              | Pays | Évolut° |
| -- | ------------------- | ---- | ------- |
| 1  | Lleyton Hewitt      |      | +6      |
| 2  | Gustavo Kuerten     |      | -1      |
| 3  | Andre Agassi        |      | +3      |
| 4  | Ievgueni Kafelnikov |      | +1      |
| 5  | Juan Carlos Ferrero |      | +7      |
| 6  | Sébastien Grosjean  |      | +13     |
| 7  | Patrick Rafter      |      | +8      |
| 8  | Tommy Haas          |      | +13     |
| 9  | Tim Henman          |      | +1      |
| 10 | Pete Sampras        |      | -7      |

| N° | Joueur              | Pays | Évolut°       |
| -- | ------------------- | ---- | ------------- |
| 1  | Lleyton Hewitt      |      | en stagnation |
| 2  | Andre Agassi        |      | +1            |
| 3  | Marat Safin         |      | +8            |
| 4  | Juan Carlos Ferrero |      | +1            |
| 5  | Carlos Moyà         |      | +14           |
| 6  | Roger Federer       |      | +7            |
| 7  | Jiří Novák          |      | +22           |
| 8  | Tim Henman          |      | +1            |
| 9  | Albert Costa        |      | +31           |
| 10 | Andy Roddick        |      | +4            |

| N° | Joueur              | Pays | Évolut° |
| -- | ------------------- | ---- | ------- |
| 1  | Andy Roddick        |      | +9      |
| 2  | Roger Federer       |      | +4      |
| 3  | Juan Carlos Ferrero |      | +1      |
| 4  | Andre Agassi        |      | -2      |
| 5  | Guillermo Coria     |      | +40     |
| 6  | Rainer Schüttler    |      | +27     |
| 7  | Carlos Moyà         |      | -2      |
| 8  | David Nalbandian    |      | +4      |
| 9  | Mark Philippoussis  |      | +71     |
| 10 | Sébastien Grosjean  |      | +7      |

| N° | Joueur           | Pays | Évolut° |
| -- | ---------------- | ---- | ------- |
| 1  | Roger Federer    |      | +1      |
| 2  | Andy Roddick     |      | -1      |
| 3  | Lleyton Hewitt   |      | +14     |
| 4  | Marat Safin      |      | +73     |
| 5  | Carlos Moyà      |      | +2      |
| 6  | Tim Henman       |      | +9      |
| 7  | Guillermo Coria  |      | -2      |
| 8  | Andre Agassi     |      | -4      |
| 9  | David Nalbandian |      | -1      |
| 10 | Gastón Gaudio    |      | +24     |

| N° | Joueur            | Pays | Évolut°       |
| -- | ----------------- | ---- | ------------- |
| 1  | Roger Federer     |      | en stagnation |
| 2  | Rafael Nadal      |      | +49           |
| 3  | Andy Roddick      |      | -1            |
| 4  | Lleyton Hewitt    |      | -1            |
| 5  | Nikolay Davydenko |      | +23           |
| 6  | David Nalbandian  |      | +3            |
| 7  | Andre Agassi      |      | +1            |
| 8  | Guillermo Coria   |      | -1            |
| 9  | Ivan Ljubičić     |      | +13           |
| 10 | Gastón Gaudio     |      | en stagnation |

| N° | Joueur            | Pays | Évolut°       |
| -- | ----------------- | ---- | ------------- |
| 1  | Roger Federer     |      | en stagnation |
| 2  | Rafael Nadal      |      | en stagnation |
| 3  | Nikolay Davydenko |      | +2            |
| 4  | James Blake       |      | +19           |
| 5  | Ivan Ljubičić     |      | +4            |
| 6  | Andy Roddick      |      | -3            |
| 7  | Tommy Robredo     |      | +12           |
| 8  | David Nalbandian  |      | -2            |
| 9  | Mario Ančić       |      | +12           |
| 10 | Fernando González |      | +1            |

| N° | Joueur            | Pays | Évolut°       |
| -- | ----------------- | ---- | ------------- |
| 1  | Roger Federer     |      | en stagnation |
| 2  | Rafael Nadal      |      | en stagnation |
| 3  | Novak Djokovic    |      | +13           |
| 4  | Nikolay Davydenko |      | -1            |
| 5  | David Ferrer      |      | +9            |
| 6  | Andy Roddick      |      | en stagnation |
| 7  | Fernando González |      | +3            |
| 8  | Richard Gasquet   |      | +10           |
| 9  | David Nalbandian  |      | -2            |
| 10 | Tommy Robredo     |      | -3            |

| N° | Joueur                | Pays | Évolut°       |
| -- | --------------------- | ---- | ------------- |
| 1  | Rafael Nadal          |      | +1            |
| 2  | Roger Federer         |      | -1            |
| 3  | Novak Djokovic        |      | en stagnation |
| 4  | Andy Murray           |      | +7            |
| 5  | Nikolay Davydenko     |      | -1            |
| 6  | Jo-Wilfried Tsonga    |      | +37           |
| 7  | Gilles Simon          |      | +22           |
| 8  | Andy Roddick          |      | -2            |
| 9  | Juan Martín del Potro |      | +33           |
| 10 | James Blake           |      | +3            |

| N° | Joueur                | Pays | Évolut°       |
| -- | --------------------- | ---- | ------------- |
| 1  | Roger Federer         |      | +1            |
| 2  | Rafael Nadal          |      | -1            |
| 3  | Novak Djokovic        |      | en stagnation |
| 4  | Andy Murray           |      | en stagnation |
| 5  | Juan Martín del Potro |      | +4            |
| 6  | Nikolay Davydenko     |      | -1            |
| 7  | Andy Roddick          |      | +1            |
| 8  | Robin Söderling       |      | +9            |
| 9  | Fernando Verdasco     |      | +7            |
| 10 | Jo-Wilfried Tsonga    |      | -4            |

| N° | Joueur            | Pays | Évolut°       |
| -- | ----------------- | ---- | ------------- |
| 1  | Rafael Nadal      |      | +1            |
| 2  | Roger Federer     |      | -1            |
| 3  | Novak Djokovic    |      | en stagnation |
| 4  | Andy Murray       |      | en stagnation |
| 5  | Robin Söderling   |      | +3            |
| 6  | Tomáš Berdych     |      | +20           |
| 7  | David Ferrer      |      | +10           |
| 8  | Andy Roddick      |      | -1            |
| 9  | Fernando Verdasco |      | en stagnation |
| 10 | Mikhail Youzhny   |      | +9            |

| N° | Joueur             | Pays | Évolut°       |
| -- | ------------------ | ---- | ------------- |
| 1  | Novak Djokovic     |      | +2            |
| 2  | Rafael Nadal       |      | -1            |
| 3  | Roger Federer      |      | -1            |
| 4  | Andy Murray        |      | en stagnation |
| 5  | David Ferrer       |      | +2            |
| 6  | Jo-Wilfried Tsonga |      | +7            |
| 7  | Tomáš Berdych      |      | -1            |
| 8  | Mardy Fish         |      | +8            |
| 9  | Janko Tipsarević   |      | +40           |
| 10 | Nicolás Almagro    |      | +5            |

| N° | Joueur                | Pays | Évolut°       |
| -- | --------------------- | ---- | ------------- |
| 1  | Novak Djokovic        |      | en stagnation |
| 2  | Roger Federer         |      | +1            |
| 3  | Andy Murray           |      | +1            |
| 4  | Rafael Nadal          |      | -2            |
| 5  | David Ferrer          |      | en stagnation |
| 6  | Tomáš Berdych         |      | +1            |
| 7  | Juan Martín del Potro |      | +4            |
| 8  | Jo-Wilfried Tsonga    |      | -2            |
| 9  | Janko Tipsarević      |      | en stagnation |
| 10 | Richard Gasquet       |      | +9            |

| N° | Joueur                | Pays | Évolut° |
| -- | --------------------- | ---- | ------- |
| 1  | Rafael Nadal          |      | +3      |
| 2  | Novak Djokovic        |      | -1      |
| 3  | David Ferrer          |      | +2      |
| 4  | Andy Murray           |      | -1      |
| 5  | Juan Martín del Potro |      | +2      |
| 6  | Roger Federer         |      | -4      |
| 7  | Tomáš Berdych         |      | -1      |
| 8  | Stanislas Wawrinka    |      | +9      |
| 9  | Richard Gasquet       |      | +1      |
| 10 | Jo-Wilfried Tsonga    |      | -2      |

| N° | Joueur             | Pays | Évolut°       |
| -- | ------------------ | ---- | ------------- |
| 1  | Novak Djokovic     |      | +1            |
| 2  | Roger Federer      |      | +4            |
| 3  | Rafael Nadal       |      | -2            |
| 4  | Stanislas Wawrinka |      | +4            |
| 5  | Kei Nishikori      |      | +12           |
| 6  | Andy Murray        |      | -2            |
| 7  | Tomáš Berdych      |      | en stagnation |
| 8  | Milos Raonic       |      | +3            |
| 9  | Marin Čilić        |      | +28           |
| 10 | David Ferrer       |      | -7            |

| N° | Joueur             | Pays | Évolut°       |
| -- | ------------------ | ---- | ------------- |
| 1  | Novak Djokovic     |      | en stagnation |
| 2  | Andy Murray        |      | +4            |
| 3  | Roger Federer      |      | -1            |
| 4  | Stanislas Wawrinka |      | en stagnation |
| 5  | Rafael Nadal       |      | -2            |
| 6  | Tomáš Berdych      |      | +1            |
| 7  | David Ferrer       |      | +3            |
| 8  | Kei Nishikori      |      | -3            |
| 9  | Richard Gasquet    |      | +17           |
| 10 | Jo-Wilfried Tsonga |      | +2            |

| N° | Joueur             | Pays | Évolut°       |
| -- | ------------------ | ---- | ------------- |
| 1  | Andy Murray        |      | +1            |
| 2  | Novak Djokovic     |      | -1            |
| 3  | Milos Raonic       |      | +11           |
| 4  | Stanislas Wawrinka |      | en stagnation |
| 5  | Kei Nishikori      |      | +3            |
| 6  | Marin Čilić        |      | +7            |
| 7  | Gaël Monfils       |      | +17           |
| 8  | Dominic Thiem      |      | +12           |
| 9  | Rafael Nadal       |      | -4            |
| 10 | Tomáš Berdych      |      | -4            |

| N° | Joueur              | Pays | Évolut°       |
| -- | ------------------- | ---- | ------------- |
| 1  | Rafael Nadal        |      | +8            |
| 2  | Roger Federer       |      | +14           |
| 3  | Grigor Dimitrov     |      | +14           |
| 4  | Alexander Zverev    |      | +20           |
| 5  | Dominic Thiem       |      | +3            |
| 6  | Marin Čilić         |      | en stagnation |
| 7  | David Goffin        |      | +4            |
| 8  | Jack Sock           |      | +15           |
| 9  | Stanislas Wawrinka  |      | -5            |
| 10 | Pablo Carreño Busta |      | +20           |

| N° | Joueur                | Pays | Évolut°       |
| -- | --------------------- | ---- | ------------- |
| 1  | Novak Djokovic        |      | +11           |
| 2  | Rafael Nadal          |      | -1            |
| 3  | Roger Federer         |      | -1            |
| 4  | Alexander Zverev      |      | en stagnation |
| 5  | Juan Martín del Potro |      | +6            |
| 6  | Kevin Anderson        |      | +8            |
| 7  | Marin Čilić           |      | -1            |
| 8  | Dominic Thiem         |      | -3            |
| 9  | Kei Nishikori         |      | +13           |
| 10 | John Isner            |      | +7            |

| N° | Joueur                | Pays | Évolut°       |
| -- | --------------------- | ---- | ------------- |
| 1  | Rafael Nadal          |      | +1            |
| 2  | Novak Djokovic        |      | -1            |
| 3  | Roger Federer         |      | en stagnation |
| 4  | Dominic Thiem         |      | +4            |
| 5  | Daniil Medvedev       |      | +11           |
| 6  | Stéfanos Tsitsipás    |      | +9            |
| 7  | Alexander Zverev      |      | -3            |
| 8  | Matteo Berrettini     |      | +46           |
| 9  | Roberto Bautista-Agut |      | +15           |
| 10 | Gaël Monfils          |      | +19           |

| N° | Joueur             | Pays | Évolut°       |
| -- | ------------------ | ---- | ------------- |
| 1  | Novak Djokovic     |      | +1            |
| 2  | Rafael Nadal       |      | -1            |
| 3  | Dominic Thiem      |      | +1            |
| 4  | Daniil Medvedev    |      | +1            |
| 5  | Roger Federer      |      | -2            |
| 6  | Stéfanos Tsitsipás |      | en stagnation |
| 7  | Alexander Zverev   |      | en stagnation |
| 8  | Andrey Rublev      |      | +15           |
| 9  | Diego Schwartzman  |      | +5            |
| 10 | Matteo Berrettini  |      | -2            |

| N° | Joueur             | Pays | Évolut°       |
| -- | ------------------ | ---- | ------------- |
| 1  | Novak Djokovic     |      | en stagnation |
| 2  | Daniil Medvedev    |      | +2            |
| 3  | Alexander Zverev   |      | +4            |
| 4  | Stéfanos Tsitsipás |      | +2            |
| 5  | Andrey Rublev      |      | +3            |
| 6  | Rafael Nadal       |      | -4            |
| 7  | Matteo Berrettini  |      | +3            |
| 8  | Casper Ruud        |      | +19           |
| 9  | Hubert Hurkacz     |      | +25           |
| 10 | Jannik Sinner      |      | +27           |

| N° | Joueur                | Pays | Évolut°       |
| -- | --------------------- | ---- | ------------- |
| 1  | Carlos Alcaraz        |      | +31           |
| 2  | Rafael Nadal          |      | +4            |
| 3  | Casper Ruud           |      | +5            |
| 4  | Stéfanos Tsitsipás    |      | en stagnation |
| 5  | Novak Djokovic        |      | -4            |
| 6  | Félix Auger-Aliassime |      | +5            |
| 7  | Daniil Medvedev       |      | -5            |
| 8  | Andrey Rublev         |      | -3            |
| 9  | Taylor Fritz          |      | +14           |
| 10 | Hubert Hurkacz        |      | -1            |

| N° | Joueur             | Pays | Évolut° |
| -- | ------------------ | ---- | ------- |
| 1  | Novak Djokovic     |      | +4      |
| 2  | Carlos Alcaraz     |      | -1      |
| 3  | Daniil Medvedev    |      | +4      |
| 4  | Jannik Sinner      |      | +11     |
| 5  | Andrey Rublev      |      | +3      |
| 6  | Stéfanos Tsitsipás |      | -2      |
| 7  | Alexander Zverev   |      | +5      |
| 8  | Holger Rune        |      | +3      |
| 9  | Hubert Hurkacz     |      | +1      |
| 10 | Taylor Fritz       |      | -1      |

| N° | Joueur           | Pays | Évolut° |
| -- | ---------------- | ---- | ------- |
| 1  | Jannik Sinner    |      | +3      |
| 2  | Alexander Zverev |      | +5      |
| 3  | Carlos Alcaraz   |      | -1      |
| 4  | Taylor Fritz     |      | +6      |
| 5  | Daniil Medvedev  |      | -2      |
| 6  | Casper Ruud      |      | +5      |
| 7  | Novak Djokovic   |      | -6      |
| 8  | Andrey Rublev    |      | -3      |
| 9  | Alex de Minaur   |      | +3      |
| 10 | Grigor Dimitrov  |      | +4      |

- 1996, 2012, 2015 sont les seules années où il n'y a aucun nouveau entrant dans le top 10 de fin d'année, tandis qu'en 1989, six joueurs font leur première entrée.
- 2016 et 2018 sont les seules années où tous les joueurs du top 10 de fin d'année ont une nationalité différente.
- 2020 et 2021 possèdent la particularité du gel des classements avec des points de 2019 ou 2020 toujours en compte dans le classement de fin de saison dû à la Covid-19.